# 巴彦查干苏木
巴彦查干苏木，是中华人民共和国内蒙古自治区赤峰市克什克腾旗下辖的一个乡镇级行政单位。

## 行政区划
巴彦查干苏木下辖以下地区：
巴彦查干嘎查、巴彦布拉格嘎查、都希也图嘎查、必留台嘎查、恩格日布拉格嘎查、哈登布拉格嘎查、吉日嘎查、乌布拉格嘎查、乌陶海嘎查、呼和锡勒嘎查、巴彦乌拉嘎查、珠日和嘎查和巴彦高勒嘎查。